# Joe Barton
Joseph Linus "Joe" Barton, född 15 september 1949 i Waco, Texas, är en amerikansk republikansk politiker. Han representerade delstaten Texas sjätte distrikt i USA:s representanthus 1985–2019.
Barton gick i skola i Waco High School i Waco. Han avlade 1972 sin grundexamen vid Texas A&M University. Han avlade sedan 1973 sin master vid Purdue University.
Kongressledamoten Phil Gramm kandiderade till USA:s senat i senatsvalet 1984 och vann. Barton vann kongressvalet och efterträdde Gramm i representanthuset i januari 1985. Barton var ordförande i representanthusets energi- och handelsutskott 2004-2007.
Barton kom till nationellt framträdande efter att ha berättat till en medborgare vid ett rådhusmötet att "hålla käften." Han kom till nationell uppmärksamhet igen när nakna selfie bilder av honom – taget från video han hade tagit av sig själv när han onanerar, som han hade delat med kvinnor – dök upp online år 2017, tillsammans med meddelanden med sexuella övertoner som han hade skickat till en kvinnlig väljare medan han var gift. I november 2017, meddelade Barton att han kommer att gå i pension från kongressen i slutet av sin nuvarande mandatperiod och kommer inte att söka omval i 2018.

## Privatliv
Barton blev skild från sin första maka Janet Sue Winslow år 2003. Han gifte om sig år 2004, och skilde sig från sin andra maka Terri år 2015.